# Dion, Pieria
Dion (grško Δίον; Díon, starogrško Δῖον; Dȋon, latinsko Dium) je vas in občinska enota v občini Dion-Olympos v regionalni enoti Pieria, Osrednja Makedonija, Grčija. Je ob vznožju gore Olimp na razdalji 17 km od glavnega mesta Katerini.
Najbolj znan je po velikem staromakedonskem Zevsovem svetišču in starodavnem mestu, katerega velik del je viden v Arheološkem parku Dion in Arheološkem muzeju Dion.

## Zgodovina
Starodavno mesto je dobilo ime po najpomembnejšem makedonskem svetišču, posvečenem Zevsu (Dios, 'Zevsov'), vodji bogov, ki so prebivali na gori Olimp; kot je zapisano v Heziodovem Katalogu žensk (starogrško Γυναικῶν Κατάλογος, latinizirano: Gunaikôn Katálogos), je Tija, Deucalionova hči, rodila Zevsu dva sinova, Magnesa in Makednosa, eponima Magnetesov in Makedoncev, ki sta živela v Pieriji ob vznožju gore Olimp. Zato je bil že od davnih časov velik oltar postavljen za čaščenje olimpskega Zevsa in njegovih hčera, muz, v edinstvenem okolju, ki ga zaznamujejo bogata vegetacija, visoka drevesa, nešteti izviri in plovna reka. Zaradi tega je bil Dion »sveti kraj« starih Makedoncev. To je bil kraj, kjer so kralji uprizarjali veličastne žrtve za praznovanje novega leta makedonskega koledarja konec septembra. Spomladi so potekali očiščevalni obredi vojske in zmagovalni prazniki.
Prva omemba Diona v zgodovini izvira od Tukidida, ki poroča, da je bilo to prvo mesto, ki ga je dosegel špartanski general Brasida po prehodu iz Tesalije v Makedonijo na poti skozi kraljestvo svojega zaveznika Perdika II. med njegovo ekspedicijo proti atenskim kolonijam v Trakiji leta 424 pr. n. št.. Po Diodoru Sicilskem je bil Arhelaj I. tisti, ki je ob koncu 5. stoletja pr. n. št., ko je makedonska država pridobila veliko moč in stopila na oder zgodovine, mestu in njegovemu svetišču dal poznejši pomen z uvedbo devetdnevnega praznika iger, ki so vključevale atletska in dramska tekmovanja v čast Zevsa in muz, katerih organizacijo so nadzirali sami makedonski kralji.
Filip II. Makedonski in Aleksander Veliki sta tukaj proslavljala zmage, Aleksander pa je na predvečer svojega pohoda v Azijo leta 334 pr. n. št. zbral svojo vojsko in opravil veličastna žrtvovanja.
Številni starodavni avtorji govorijo o kiparski bronasti mojstrovini, ki jo je Lizip naredil za Aleksandra in prikazuje 25 konjenikov, ki so padli v bitki pri Graniku in jih je Metel pozneje odpeljal v Rim.
Ob svetih krajih je bilo zgrajeno mesto, ki je med vladavino naslednikov Aleksandra Velikega dobilo monumentalno obliko. Kasander makedonski se je zelo zanimal za mesto, in je postavil močno obzidje in javne stavbe, tako da je bil Dion v helenističnih časih daleč naokrog znan po svojih utrdbah in čudovitih spomenikih. Dion in njegovo svetišče so med socialno vojno leta 219 pr. n. št. uničili etolski zavojevalci, a ga je Filip V. takoj obnovil. Veliko posvetil iz uničenega svetišča je bilo zakopanih v jamah, vključno s kraljevimi napisi in pogodbami, ki so bile odkrite pred kratkim.
Leta 169 pred našim štetjem je padel v roke Rimljanov in mesto je dobilo nov zagon leta 32/31 pr. n. št., ko je Oktavijan tukaj ustanovil kolonijo COLONIA JULIA AUGUSTA DIENSIS. Kovanci kolonialnega Diona so preživeli. Drugi razcvet je doživel med vladavino rimskih cesarjev v 2. in 3. stoletju našega štetja, ki so imeli radi Aleksandra Velikega. Zadnje pomembno obdobje Diona je bilo v 4. in 5. stoletju našega štetja, ko je postal sedež škofije. Po močnih potresih in poplavah je bil opuščen.
Sodobna vas na tem mestu se je do leta 1961 imenovala Malathria, ko so jo preimenovali v Dion.

## Arheologija
Mesto starodavnega Diona je prvi odkril angleški popotnik William Martin Leake 2. decembra 1806 v ruševinah ob vasi Malathria. Svoje odkritje je objavil v tretjem zvezku svojih Travels in Northern Greece leta 1835. Léon Heuzey je obiskal mesto med svojo znamenito makedonsko arheološko misijo leta 1855 in ponovno leta 1861, ko je odkril tudi starodavno Leivithra. Kasneje je epigrafist G. Oikonomos objavil prvo serijo napisov. Kljub temu se je sistematično arheološko raziskovanje začelo šele leta 1928. Od takrat do leta 1931 je G. Sotiriadis opravil vrsto raziskav, pri čemer je odkril makedonsko grobnico iz 4. stoletja pr. n. št. in zgodnjekrščansko baziliko. Izkopavanja so se nadaljevala šele leta 1960 pod vodstvom G. Bakalakisa na območju gledališča in zidu. Od leta 1973 je profesor Dimitrios Pandermalis z Aristotelove univerze v Solunu izvajal arheološke raziskave v mestu.
Dion je kraj velikega templja, posvečenega Zevsu, pa tudi vrste templjev Demetre in Izide (egipčanska boginja je bila Aleksandrova najljubša).
Izkopavanje veličastne Dionizove hiše je razkrilo mozaik izjemne kakovosti.
Redka in nenavadna najdba v muzeju so bronaste hydraulis oziroma hidravlične glasbene orgle, najdene v nekdanji delavnici.
Leta 2006 so našli Herin kip vzidan v mestno obzidje. Kip, star 2200 let, so zgodnji kristjani Diona uporabljali kot polnilo za mestni obrambni zid.

## Administracija
Oktobra 1992 je bila ustanovljena občina Dion (Δήμος Δίου, Dimos Diou). S Kapodistrijevo reformo leta 1997 je bila razširjena z nekdanjimi skupnostmi Agios Spyridonas, Karitsa, Kondariotissa, Nea Efesos in Vrontou. Upravno središče je bilo v vasi Kondariotissa. Kot del grške reforme lokalne samouprave leta 2011 se je Dion združil s prejšnjima občinama East Olympos in Litochoro v novo občino Dion-Olympos. Dion je postal občinska enota novoustanovljene občine, nekdanji občinski okrožji pa so postali skupnosti. Skupnost Dion sestavljata vas z istim imenom in Platanakia. Občinska enota ima površino 172,74 km², skupnost 31,38 km².

## Galerija
- Pogled na arheološko najdišče
- Ruševine na arheološkem najdišču
- Starodavni steber
- Izidino svetišče
- Kip Afrodite Hipolimpidije
- Pogled na Dionizovo vilo z velikim Dionizovim mozaikom
- Demetrino svetišče
- Sveti izvir s svetiščem Zevsa Hipsistosa v ozadju
- Izidino svetišče
- Tempelj s štirimi stebri, posvečen Izidi, Lochia, Izidino svetišče
- Pogled na helenistično gledališče
- Kopeli starodavnega Diona
- Javne sanitarije ob osrednji cesti
- Mozaik v kompleksu Velikih kopališč
- Detajl talnega mozaika, kompleks Velikih term
- Hipokavst kompleksa Velikih kopališč
- Ščiti, ki jih je posvetil Aleksander Veliki ob zmagi nad Perzijci pri reki Granik
- Velik mozaik v Arheološkem muzeju Diona
- Napis iz Arheološkega muzeja Diona, ki se glasi "ΒΑΣΣΙΛΕΩΣ ΦΙΛΙΠΠΟΥ" [kralj Filip]